# A Joyful Noise
A Joyful Noise é o quinto álbum de estúdio da banda estadunidense de indie rock, The Gossip. Foi lançado digitalmente em 11 de maio de 2012 e fisicamente em 22 de maio do mesmo ano, pela gravadora Columbia Records.

## Antecedentes
Antes do lançamento do álbum, Beth Ditto afirmou em entrevista ao jornal britânico The Guardian, que seu álbum seria inspirado no grupo sueco ABBA, e completou dizendo: "Essa é a diferença do ABBA. Há zero de crueza. Isso é tão incrível para mim. Acho que estou realmente apaixonada por eles agora porque não é o tipo de música que eu costumo ouvir. Eles nunca haviam me chamado a atenção antes".
O álbum seria inicialmente produzido por Mark Ronson, que já havia trabalhado na faixa "Back to Black", da cantora inglesa Amy Winehouse. Mas depois do anúncio da morte da cantora, Mark Ronson resolveu não produzir mais o A Joyful Noise, pois o fez refletir a falta de química com a banda. Segundo ele, a morte de Winehouse o havia feito se lembrar como era boa a parceria entre os dois, algo que não ocorria com o The Gossip. Após a saída de Ronson, Brian Higgins assumiu o seu lugar no cargo de produção do disco.
Em entrevista à BBC Music, Beth Ditto disse que atingiu a maturidade com o álbum. Ela também revelou que o seu processo de composição foi realizado em Londres e Portland, e que seu novo trabalho era mais adulto e mais triste que os lançados anteriormente pela banda, e completou: "Parece adulto e triste, porém adoro músicas tristes. Elas dizem muito. Talvez seja por isso que eu ame música country, porque até mesmo as músicas felizes soam muito tristes".

## Lista de faixas
| N.º            | Título                        | Duração |  |
| 1.             | "Melody Emergency"            | 3:51    |  |
| 2.             | "Perfect World"               | 4:27    |  |
| 3.             | "Get a Job"                   | 4:59    |  |
| 4.             | "Move in the Right Direction" | 3:31    |  |
| 5.             | "Casualties of War"           | 4:15    |  |
| 6.             | "Into the Wild"               | 3:13    |  |
| 7.             | "Get Lost"                    | 4:07    |  |
| 8.             | "Involved"                    | 4:15    |  |
| 9.             | "Horns"                       | 3:45    |  |
| 10.            | "I Won't Play"                | 3:19    |  |
| 11.            | "Love in a Foreign Place"     | 4:22    |  |
| Duração total: | Duração total:                | 44:04   |  |

## Desempenho comercial
A Joyful Noise estreou na 100ª posição nos Estados Unidos, vendendo cinco mil cópias em sua semana de lançamento. Na Europa, o álbum estreou na 47ª posição no Reino Unido, vendendo 2.822 cópias na primeira semana.

## Desempenho nas paradas musicais
| Paradas (2012)                   | Maior posição |
| -------------------------------- | ------------- |
| Austrália - ARIA Charts          | 35            |
| Áustria - Ö3 Austria Top 40      | 4             |
| Bélgica - Ultratop 50 (Flanders) | 8             |
| Bélgica - Ultratop 40 (Valônia)  | 14            |
| Estados Unidos - Billboard 200   | 100           |